# Ібузір Главан
Ібузір (Бусір, Базір) Главан (*д/н —бл.730) — 4-й каган Хозарської держави у 688/690—730 роках. Перший з хозарський володарів, про якого достатньо письмових відомостей.

## Життєпис
Походив з династії Ашина. Син кагана Кабана (Глабана). Між 688 та 690 роками успадкував трон. Продовжив політику попередника щодо посилення влади на Кавказі. Уклав мирний договір з арабським халіфом Абд аль-Маліком, згідно з яким Хозарія отримала владу над Дагестаном, Дербентом, Кавказькою Албанією. Водночас було укладено союз з Візантійською імперією, оскільки Ібузір розумів тимчасовість миру з халіфатом.
У 700 році виступив проти Аспаруха, хана Дунайської Булгарії, що намагався захопити в Хозарії Подніпров'я, якому завдано поразки біля Дніпра (ймовірно в районі сучасної Вознесенки). Аспарух загинув, а влада хозарського хана відновилася до Дунаю.
703 року видав свою сестру Феодору за колишнього візантійського імператора Юстиніана II. 704 року поступився проханням візантійському імператору Тиберію III, наказавши Валгіцу, архонту Боспора, та тудуну кагана в Фанагоріх Папацу вбити Юстиніана II, але його попередила дружина, й той встиг втекти. Того ж року каган їде до міста Томи, потім Символи, де укладає союз з булгарським ханом Тервелем, обіцяючи тому свою доньку за дружину.
У 705 році частково допоміг шваґру Юстиніану II повернути собі візантійський трон. Натомість отримав право призначати до Херсонесу свого намісника — тудуна. У 706 році візантійці спробували повернути повну владу над містом, але зазнали поразки. В результаті на 70 років було встановлено кондомініум Візантії та Хозарії над південним Кримом.
Після смерті халіфа Абд аль-Маліка каган Ібузір почав підтримувати усі повстання на Кавказі проти нового дамаського володаря Аль-Валіда I, допомагаючи цим Візантії. У 711 році захопив заколотника Вардана, що виступив проти Юстиніана II, але потім за значний викуп відпустив, сподіваючись послабити Візантію. Також каган таємно надав Вардану військо, з яким той повалив Юстиніана II. З цього часу візантійці фактично припинили наступ на Іберію та Кавказьку Албанію, визнавши їх за каганатом.
Після 715 року, коли помер халіф аль-Валід I, втрутився у справи Південного Кавказу та північної Персії. Протягом 720-х років фактично було встановлено владу над значною частиною Іберії та Кавказької Албанії. Водночас укладено союзи з вірменською знаттю. Все це сприяло поширеню християнства в каганаті.
У 722 році зазнав поразки від арабів, що захопили та сплюндрували важливе місто Беленджер. У 726 році відправив війська на чолі з сином Барджилем до Азербайджану, яке загалом діяло успішно. Але у 727 році арабське військо завдало поразки хозарам.
У 729 році каган прийняв візантійське посольство імператора Лева III. Невідомо чи був живий Ібузір під час походу 730 року та перемоги під Ардебілем. Ібузір Главан спадкував молодий син Біхар при регентстві матері Парсбіт.